# Zecharia Sitchin
Zecharia Sitchin (Bakú, RSS de Azerbaiyán, 11 de julio de 1920-Nueva York, Estados Unidos, 9 de octubre de 2010) fue un escritor y pseudocientífico, autor de una serie de libros, que promueven la pseudocientífica teoría de los antiguos astronautas, el supuesto origen extraterrestre de la humanidad, la cual atribuye la creación de la cultura sumeria a los Anunnaki (o Nefilim, o gigantes) que procederían del planeta llamado Nibiru que supuestamente existiría en el sistema solar.
Sus especulaciones han sido descartadas por científicos, historiadores y arqueólogos, que están en desacuerdo tanto en su traducción de textos antiguos como en su comprensión errónea de la física.

## Biografía
Educado en el Mandato Británico de Palestina y licenciado en Historia Económica por la London School of Economics, conocía algo el hebreo clásico y el moderno, y un poco de sumerio; así como de otros idiomas antiguos de oriente. Tradujo y reinterpretó antiguas tablillas e inscripciones (muchas de ellas inexistentes o no documentadas por ningún asiriólogo o especialista en lenguas sumerio-babilónicas) de los pueblos mesopotámicos. Durante años fue uno de los principales periodistas y editores de Israel. Vivía en Nueva York, donde participó en programas de televisión y radio. Toda la obra de Sitchin ha sido traducida a veintiséis lenguas y publicada en ediciones de bolsillo, incluso en versión braille para invidentes.
Las teorías de Sitchin se apoyan en interpretaciones personales de fuentes sumerias, babilónicas, y mitologías del Antiguo Próximo Oriente, de la arqueología y de la Biblia, comparándolo con los libros del Antiguo Testamento, el Libro de los Jubileos y otras fuentes.

## Especulaciones de Sitchin: la creación de la raza humana por extraterrestres
Sitchin interpretó las traducciones en lenguas modernas de los textos escritos en varias tablillas de arcilla que se encuentran en distintos museos del mundo, aunque muchas son falsas o inexistentes, no documentadas en ninguna fuente verificable externa al propio Sitchin. De las tablillas existentes, llegó a confundir textos en acadio con textos en sumerio, inventándose las traducciones de manera libre. Según esta interpretación, habría que hablar de una nueva versión de la creación humana, según la cual seres extraterrestres serían los responsables del inicio y la evolución de la especie humana (mediante intervención con ingeniería genética). Estas interpretaciones han sido desacreditadas por expertos en lenguas antiguas. Así, el experto en lenguas antiguas Michael S. Heiser ha encontrado multitud de errores e inexactitudes en las traducciones de Sitchin. Mientras que el profesor Ronald H. Fritze, en su libro Conocimiento inventado: Falsa Historia, Falsa Ciencia y Pseudoreligión, menciona como ejemplo de falsificación histórica la afirmación de Stichin de que el signo sumerio Din-Gir significa "los puros de los cohetes humeantes", añadiendo que la asignación de significados a palabras antiguas por parte de Sitchin es tendenciosa y frecuentemente forzada. Fritze también critica la metodología de Sitchin, asegurando que "cuando los críticos han comprobado las referencias de Sitchin, han encontrado que este cita frecuentemente fuera de contexto, o trunca sus citas para distorsionar la evidencia y probar sus afirmaciones. La evidencia es presentada de forma selectiva y toda evidencia contradictoria es eliminada".
Fue autor de las «Crónicas de la Tierra», una serie de 7 libros en los que expuso sus ideas: El 12.º planeta (presentado en 1976) fue el primero de ellos. Además de estos ejemplares, 7 volúmenes más acompañan a la serie, añadiendo estudios recientes, descubrimientos y exposiciones nuevas acerca de sus invenciones. Sus reinterpretaciones provocaron reacciones muy diversas. Según su reinterpretación de las traducciones realizadas por los expertos en lenguas sumerias, acadias y asirio-babilónicas, existe en el sistema solar un planeta llamado Nibiru que se acerca cada 3600 años, provocando cambios positivos o catástrofes. El tamaño y la órbita con la cual Nibiru ("Planeta del Cruce" traducido) ingresa a nuestro sistema solar (a favor de las agujas del reloj, contrario al resto de planetas), serían los causantes de tales eventos.
Según las teorías de Sitchin basadas en sus reinterpretaciones personales, y en lo que cree que debe leerse en los escritos sumerios sobre el origen del planeta Tierra, Nibiru (Marduk para los babilonios) fue capturado por la órbita de Neptuno (Enki). Ingresó en nuestro sistema solar contrariamente al sentido en el cual giran los demás planetas (en contra de las agujas del reloj) y varios de los satélites del "planeta intruso" impactaron con la Tierra (Tiamat) partiéndola en dos, y desplazándola de su órbita natural. Con el tiempo, nuestro planeta, iría adquiriendo la forma como lo conocemos hoy día, y los restos de la colisión serían el cinturón de asteroides.
Según dice Sitchin, en los textos sumerios se hablaría de una raza extraterrestre (los Anunnaki), que habrían creado a los humanos para que trabajaran como esclavos en sus minas de África (y en otros lugares de la tierra como América del Sur y Mesoamérica), con el fin de obtener minerales y metales, principalmente oro. 
Según su reinterpretación, los de "cabeza negra" de Sumeria fueron creados por esos seres, al mezclar las esencias de vida del hombre/mujer simio y los Anunnaki. El proceso consistía en «fijar» sobre la criatura ya existente la «imagen» (la composición genética, interna) de los Anunnaki; es decir, implementar mejoras en el hombre/mujer simio mediante manipulación genética y, adelantándose así a los acontecimientos evolutivos, darle vida al «hombre», al Homo sapiens. El término "cabezas negras" es el autónimo que los sumerios utilizaban para referirse a ellos mismos. Se veían a sí mismos como esclavos al servicio de los dioses, que los habrían creado para que trabajaran para ellos. Todo ello, según la reinterpretación personal de Sitchin.
Las tablillas sumerias se refieren a la gente de cabeza negra que fueron creados en una región geográfica llamada 'Apsu' (AB.ZU, Mundo Inferior o Hemisferio Sur), Sitchin pensaba que correspondía a África occidental. Sin embargo, el Apsu o AB.ZU, para los sumerios, no es una región geográfica, sino el principio primordial masculino del agua dulce de los acuíferos subterráneos.
Sitchin habla de que la realeza mesopotámica era una combinación de "Dioses" y humanos, o que eran descendientes directos del dios solar, Shamash.

### Serie Crónicas de la Tierra
- El 12º Planeta, 2002, Ediciones Obelisco, ISBN 978-84-7720-860-3 (Título original: The 12th Planet (Earth Chronicles, No. 1), New York: Harper, 1976, ISBN 0-380-39362-X)
- La Escalera al Cielo, 2002, Ediciones Obelisco, ISBN 978-84-7720-896-9 (Título original: The Stairway to Heaven (Earth Chronicles, No. 2), 1980, Avon Books (Bear & Company), 1992, ISBN 0-939680-89-0; Harper, 2007, ISBN 0-06-137920-4)
- La Guerra de los Dioses y los Hombres, 2002, Ediciones Obelisco, ISBN 978-84-7720-923-2 (Título original: The Wars of Gods and Men (Earth Chronicles, No. 3), 1985, Avon Books (Bear & Company), 1992, ISBN 0-939680-90-4)
- Los Reinos Perdidos, 2002, Ediciones Obelisco, ISBN 978-84-7720-924-3 (Título original: The Lost Realms (Earth Chronicles, No. 4), 1990)
- Al Principio de los Tiempos, 2002, Ediciones Obelisco, ISBN 978-84-7720-977-4 (Título original: When Time Began (Earth Chronicles, No. 5), 1993)
- El Código Cósmico, 2003, Ediciones Obelisco, ISBN 978-84-9777-056-0 (Título original: The Cosmic Code (Earth Chronicles, No. 6), 1998)
- El Final de los Tiempos, 2007, Ediciones Obelisco, ISBN 978-84-9777-418-5 (Título original: The End of Days: Armageddon and Prophecies of the Return (Earth Chronicles, No. 7), William Morrow, 2007, ISBN 978-0-06-123823-9)

### Volúmenes complementarios
- El Génesis Revisado, 2006, Ediciones Obelisco, ISBN 978-84-9777-225-2 (Título original: Genesis Revisited: Is Modern Science Catching Up With Ancient Knowledge?, 1991)
- Encuentros Divinos, 2006, Ediciones Obelisco, ISBN 978-84-9777-319-5 (Título original: Divine Encounters: A Guide to Visions, Angels and Other Emissaries, 1995)
- El Libro Perdido de Enki, 2003, Ediciones Obelisco, ISBN 978-84-9777-055-2 (Título original: The Lost Book of Enki: Memoirs and Prophecies of an Extraterrestrial god, Bear & Company, 2002, ISBN 1-59143-037-2)
- Las expediciones de Las Crónicas de la Tierra, 2006, Ediciones Obelisco, ISBN 978-84-9777-236-9 (Título original: The Earth Chronicles Expeditions: Journeys to the Mythical Past, Bear & Company, 2004, ISBN 1-59143-036-4)
- Viajes al Pasado Mítico, 2010, Ediciones Obelisco, ISBN 978-84-9777-672-1 (Título original: Journeys to the Mythical Past, 2007)
- Hubo Gigantes en la Tierra, 2010, Ediciones Obelisco, ISBN 978-84-9777-651-6 (Título original: There Were Giants Upon the Earth, 2010)
- The King Who Refused to Die: The Anunnaki and The Search for Immortality, Bear & Company, 2013, ISBN 978-1-59143-177-0

### DVD
- Are We Alone in the Universe? (basada en Genesis Revisited), documental, 1978 (lanzado en DVD en 2003)[9]
- An Evening with Zecharia Sitchin, lecture and slide presentation, 1997
- A Talk From The Heart!, lecture and slide presentation, 2006
- Signs of the Return, lecture and slide presentation, 2009
- 2012 - The End of Days?, lecture and slide presentation, 2010
- Zecharia at 90 - Farewell Address, lecture, 2010